# Elektrohängebahn

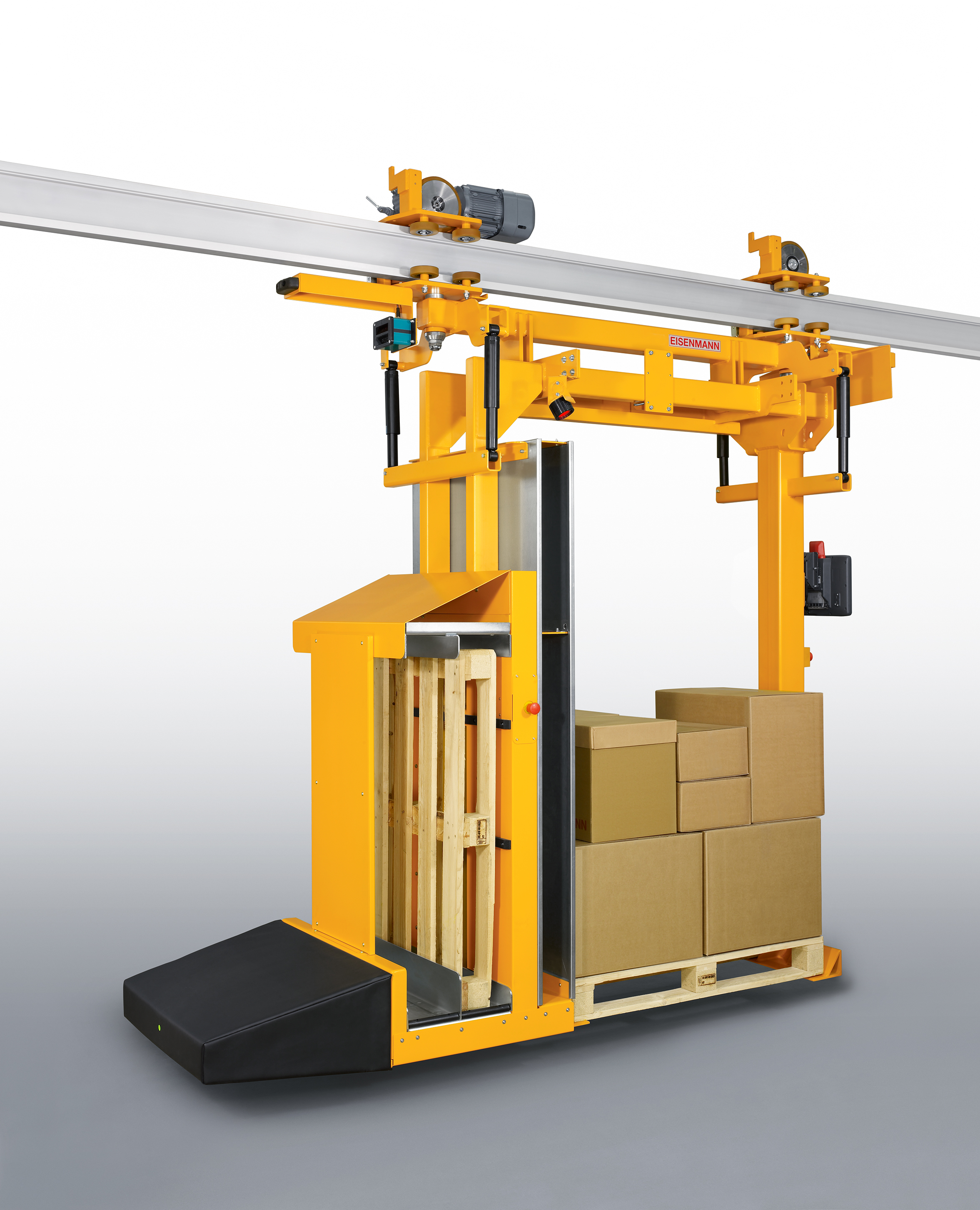
Elektrohängebahn des Unternehmens Eisenmann SE

Eine Elektrohängebahn (EHB) ist ein schienengebundenes Fördermittel mit einzeln angetriebenen Fahrzeugen. Die Fahrzeuge können sich hierbei autonom auf dem Schienensystem bewegen. 
Das Schienensystem besteht zumeist aus einer oder mehreren Tragschienen, die entweder von der Hallendecke oder von einem geständerten Stahlbau abgehängt sind. Bei einer Einschienenlösung spricht man auch von einer Einschienenhängebahn.
Streckenbedingte, horizontale Richtungsänderungen werden über Kurven, Abzweigungen über Weichen realisiert. Müssen Höhenunterschiede überwunden werden, so werden Heber oder Steig- bzw. Gefällestrecken eingesetzt. 
Die einzelnen EHB-Fahrzeuge werden über Schleifleitungen auf der Tragschiene mit Energie und Steuersignalen versorgt. Es gibt allerdings auch Systeme, die mit Induktivität arbeiten, bei denen es einen Power- und einen Datenloop gibt. 
Die Fahrzeuge haben zumeist autarke Steuerungen, die je nach Aufgaben- bzw. Streckenkomplexität miteinander oder auch mit einer oder mehreren übergeordneten „Strecken-“ oder „Kopfsteuerungen“ (zum Beispiel als Speicherprogrammierbare Steuerung realisiert) kommunizieren können.
Elektrohängebahnen werden besonders in der Automobilindustrie, aber auch in Briefzentren der Post eingesetzt. Es werden auch Systeme gebaut, die Güter zwischen Gebäuden bewegen.